# Luis Henríquez
Luis Henríquez   (Ciutat de Panamà, 23 de novembre de 1981) fou un futbolista panameny de les dècades de 2000 i 2010.
Fou 92 cops internacional amb la selecció de Panamà.
Pel que fa a clubs, destacà a Lech Poznań.